# Ac hipodermic

Diferite vârfuri ale acelor hipodermice

Acul hipodermic este un ac foarte subțire, sub formă de tub, utilizat ca dispozitiv medical cu scopul de a administra parenteral un medicament sau de a extrage fluide din organism. Este adesea utilizat în asociere cu o seringă.
Acele hipodermice sunt utilizate și în cercetare, în cazul în care este necesară asigurarea unui mediu steril. Utilizarea lor reduce contaminarea în timpul inoculării unui substrat, datorită suprafeței netede (care împiedică prinderea patogenilor din aer de suprafața sa) și a faptului că este foarte ascuțit, ceea ce reduce semnificativ diametrul găurii care va rămâne după realizarea puncției membranare și scade contaminarea microbiană la acest nivel.